# Лев Пучков
Лев Пучков е руски писател, автор на произведения в жанровете военен трилър и приключенски роман.

## Биография и творчество
Лев Николаевич Пучков е роден през 1965 г. в Улан Уде, Бурятия (Сибир), СССР. Отраства в село Решьоти в Краснодарския край. От дете се увлича по бойните изкуства. Обича литературата и чете много още от детските си години. Има силни пристрастия и към живописта. Завършва музикално училище, а впоследствие Новосибирското висше военно училище към Министерството на вътрешните работи на Русия.
От 1987 до 2001 г. е офицер от вътрешни войски и служи на територията на Северен Кавказ и Закавказието, участва във войната в Чечня. Като командир на отряд в Спецназ става свидетел на ситуации на насилие, жестокост и вероломство в борбата с трафика на хора, оръжие и наркотици. Достига до чин капитан. След като военната му част е разформирована, се оказва на кръстопът и избира да стане писател.
Първият му роман „Тень зомби“ е издаден през 1994 г. След това излизат романите от поредиците „Професия убиец“, „Спецназ ГрУ“, „Кучешка работа“, „Отряд №9“, и др. Сред най-популярните от тях са „Смъртта идва само веднъж“, „Извънредна ситуация“, „Шест секунди до взрива“, „Негоден за цивилен живот“, „Война без фронтова линия“ и др.
Произведенията му отразяват неситения му с приключения живот. Те са наситени с много сюжетни перипетии, имат динамичен стил и самобитна ирония. Творчеството му е съсредоточено върху проблема с тероризма, а фактологията е основана на събития и личности от реалния живот.

## Произведения

### Самостоятелни романи
- Тень зомби (1994)
- Охотник за черепами (2000)
Ловец на черепи, изд.: ИК „Хермес“, Пловдив (2016), прев. Ива Николова

### Серия „Професия убиец“ (Киллер)
1. Профессия-киллер [= Контрактник; Диплом киллера всегда красный] (1996)
2. Испытание киллера [= Кодекс киллера; Чистильщик; Смерть с доставкой на дом] (1997)
3. Дикая степь [= Музыка стрельбы] (2002)

### Серия „Спецназ ГрУ“ (Кровник)
1. Кровник [= Шесть секунд до взрыва; Кровь врагов] (1997)
Шест секунди до взрива, изд.: ИК „Хермес“, Пловдив (2006), прев. Ива Николова
2. Убойная сила [= Нештатная ситуация; Десять бойцов] (1997)
Извънредна ситуация, изд.: ИК „Хермес“, Пловдив (2006), прев. Добрина Димитрова
3. Дело чести [= Закон гор; Двум смертям не бывать; Пощады не ждите] (2000)
Смъртта идва само веднъж, изд.: ИК „Хермес“, Пловдив (2005), прев. Ива Николова
4. По законам клана (2001)
5. Сыч – птица ночная [= Солдатский талисман; К мирной жизни не пригоден; До последнего патрона] (2000)
Негоден за цивилен живот, изд.: ИК „Хермес“, Пловдив (2007), прев. Ива Николова
6. Джихад по-русски [= Война без линии фронта; Отчаянный отряд] (2000)
Война без фронтова линия, изд.: ИК „Хермес“, Пловдив (2008), прев. Ива Николова
7. Пояс шахида [= Эпицентр зла] (2002)
Поясът на Шахида, изд.: ИК „Хермес“, Пловдив (2007), прев. Ива Николова

### Серия „Кучешка работа“ (Собачья работа)
1. Собачья работа [= Мастер убойного дела; Роман с пистолетом; Мастер мокрых дел] (1998)
Смъртта на терминатора, изд.: ИК „Хермес“, Пловдив (2016), прев. Ива Николова
2. Привычка убивать [= Запах жертвы; Казни своей рукой; Мы видим всех. Нас – никто] (2000)
Навик да убиваш, изд.: ИК „Хермес“, Пловдив (2017), прев. Ива Николова
3. Бойцовская порода [= Бойцовая порода; Мастер мокрых дел] (2001)
Бойна порода, изд.: ИК „Хермес“, Пловдив (2018), прев. Ива Митева

### Серия „Спецназ ГрУ: Отряд №9“ (Команда №9)
1. Рекруты удачи [= Приказ: огонь на поражение; Асы скрытой войны] (2003)
Стрелба без предупреждение, изд.: ИК „Хермес“, Пловдив (2008), прев. Ива Николова
2. Наша личная война [= Легендарный шахид] (2003)
Нашата лична война, изд.: ИК „Хермес“, Пловдив (2009), прев. Ива Николова
3. Тротиловый эквивалент [= Взрывной характер] (2004)
Тротилов еквивалент, изд.: ИК „Хермес“, Пловдив (2010), прев. Ива Николова
4. Операция „Моджахед“ [= Кровавый виртуоз] (2004)
Операция Муджахидин, изд.: ИК „Хермес“, Пловдив (2011), прев. Ива Николова
5. Поле битвы – Москва [= Простреленная репутация] (2004)
Бойно поле – Москва, изд.: ИК „Хермес“, Пловдив (2012), прев. Ива Николова
6. Пасынки Джихада [= Теневая армия] (2005)
Синове на джихада, изд.: ИК „Хермес“, Пловдив (2012), прев. Ива Николова
7. Обратный отсчет (2006)
Обратно броене, изд.: ИК „Хермес“, Пловдив (2013), прев. Ива Николова
8. Жесткая рекогносцировка [= Расстрельный приговор] (2007)
Опасно разузнаване, изд.: ИК „Хермес“, Пловдив (2013), прев. Ива Николова
9. Тактика выжженной земли [= У нас принято убивать] (2007)
Тактика на изгорената земя, изд.: ИК „Хермес“, Пловдив (2014), прев. Ива Николова
10. Триумфатор [= Охота на воров] (2008)
Триумфатор, изд.: ИК „Хермес“, Пловдив (2015), прев. Ива Николова

### Серия „Нация“ (Нация)
1. Ксенофоб (2010)
2. Изгой (2010)
3. Террорист (2010)

### Серия „B.U.N.K.E.R.“ (B.U.N.K.E.R.)
1. Подземная тюрьма (2011)
2. Блиндажные крысы (2011)
3. Архив клана (2012)
4. Инкубатор (2012)
5. Полигон Смерти (2013)
6. Мертвый город (2013)